# Tour dos Alpes Marítimos e de Var
O Tour dos Alpes Marítimos e de Var (oficialmente: Tour des Alpes-Maritimes et du Var) é uma carreira ciclista profissional por etapas que se disputa anualmente na França no departamento de Var, no mês de fevereiro.
Disputa-se desde o ano 1969. Desde a criação dos Circuitos Continentais da UCI em 2005 fez parte da UCI Europe Tour na categoria 1.1. Mais adiante, pertenceu à Copa da França de Ciclismo quando se disputava num único dia.
A prova sempre tem consistido numa única etapa a excepção das edições 1987, mas a partir do ano 2009 a carreira passo a ser de duas jornadas sob a categoria 2.1 no circuito UCI Europe Tour onde se mantém na actualidade.
O corredor que mais vezes se impôs é o neerlandês Joop Zoetemelk e francês Arthur Vichot, com três vitórias.

## Palmarés
| Ano                                | Vencedor                | Segundo                | Terceiro               |
| ---------------------------------- | ----------------------- | ---------------------- | ---------------------- |
| Nice-Seillans                      |                         |                        |                        |
| 1969                               | Raymond Poulidor        | Willy Monty            | Albert Van Vlierberghe |
| 1970                               | René Grelin             | Wladimiro Panizza      | Roberto Poggiali       |
| 1971                               | Désiré Letort           | Bernard Labourdette    | Jean-Pierre Paranteau  |
| 1972                               | Frans Verbeeck          | Jean-Claude Genty      | Pierre Rivory          |
| 1973                               | Joop Zoetemelk          | Roger Rosiers          | Luis Ocaña             |
| 1974                               | Gerben Karstens         | Georges Talbourdet     | José Catieau           |
| Draguignan-Seillans                |                         |                        |                        |
| 1975                               | Raymond Delisle         | Miguel María Lasa      | Patrick Perret         |
| Seillans-Draguignan                |                         |                        |                        |
| 1976                               | Frans Verbeeck          | Jan Raas               | André Chalmel          |
| Tour du Haut-Var                   |                         |                        |                        |
| 1977                               | Bernard Thévenet        | Henk Lubberding        | Johan De Muynck        |
| 1978                               | Freddy Maertens         | Joop Zoetemelk         | Jean-Luc Vandenbroucke |
| 1979                               | Joop Zoetemelk          | Jean Chassang          | Jean-René Bernaudeau   |
| 1980                               | Pascal Simon            | Sean Kelly             | Guy Sibille            |
| 1981                               | Jacques Bossis          | Francis Castaing       | Jean-Luc Vandenbroucke |
| 1982                               | Sean Kelly              | Francis Castaing       | Paul Sherwen           |
| 1983                               | Joop Zoetemelk          | Stephen Roche          | Kim Andersen           |
| 1984                               | Éric Caritoux           | Robert Millar          | Pascal Simon           |
| 1985                               | Charly Mottet           | Éric Caritoux          | Steve Bauer            |
| 1986                               | Pascal Simon            | Marc Madiot            | Dag Otto Lauritzen     |
| 1987                               | Rolf Gölz               | Ronan Pensec           | Martin Earley          |
| 1988                               | Luc Roosen              | Sean Kelly             | Etienne De Wilde       |
| 1989                               | Gérard Rué              | Roland Le Clerc        | Luc Roosen             |
| 1990                               | Luc Leblanc             | Claude Criquielion     | Alberto Elli           |
| 1991                               | Éric Caritoux           | Etienne De Wilde       | Wim Van Eynde          |
| 1992                               | Gérard Rué              | Fabian Jeker           | Frédéric Moncassin     |
| 1993                               | Thierry Claveyrolat     | Fabian Jeker           | Gérard Guazzini        |
| 1994                               | Laurent Brochard        | Eddy Seigneur          | Ronan Pensec           |
| 1995                               | Marco Lietti            | Luca Scinto            | Giuseppe Guerini       |
| 1996                               | Bruno Boscardin         | Léon van Bon           | Tristan Hoffman        |
| 1997                               | Rodolfo Massi           | Richard Virenque       | Laurent Jalabert       |
| 1998                               | Laurent Jalabert        | Pascal Chanteur        | Emmanuel Magnien       |
| 1999                               | Davide Rebellin         | Beat Zberg             | Christophe Bassons     |
| 2000                               | Daniele Nardello        | Andrei Kivilev         | Davide Rebellin        |
| 2001                               | Daniele Nardello        | Nicolaj Bo Larsen      | Davide Rebellin        |
| 2002                               | Laurent Jalabert        | Alekszandr Vinokurov   | Robbie McEwen          |
| 2003                               | Sylvain Chavanel        | Samuel Sánchez         | Andrei Kivilev         |
| 2004                               | Marc Lotz               | Dmitri Fofonov         | Stijn Devolder         |
| 2005                               | Philippe Gilbert        | Ruggero Marzoli        | Cédric Vasseur         |
| 2006                               | Leonardo Bertagnolli    | Pietro Caucchioli      | Jurgen van de Walle    |
| 2007                               | Filippo Pozzato         | Simon Gerrans          | Ricardo Serrano        |
| 2008                               | Davide Rebellin         | Rinaldo Nocentini      | Aleksandr Bocharov     |
| 2009                               | Thomas Voeckler         | David Moncoutié        | Jussi Veikkanen        |
| 2010                               | Christophe Le Mével     | Bert De Waele          | Julien El Fares        |
| 2011                               | Thomas Voeckler         | Julien Antomarchi      | Rinaldo Nocentini      |
| 2012                               | Jonathan Tiernan-Locke  | Julien El Fares        | Julien Simon           |
| 2013                               | Arthur Vichot           | Lars Boom              | Laurens ten Dam        |
| 2014                               | Carlos Alberto Betancur | Samuel Dumoulin        | Amaël Moinard          |
| 2015                               | Ben Gastauer            | Philippe Gilbert       | Jonathan Hivert        |
| 2016                               | Arthur Vichot           | Jesús Herrada          | Diego Ulissi           |
| 2017                               | Arthur Vichot           | Julien Simon           | Romain Hardy           |
| 2018                               | Jonathan Hivert         | Alexis Vuillermoz      | Rudy Molard            |
| 2019                               | Thibaut Pinot           | Romain Bardet          | Hugh Carthy            |
| Tour des Alpes-Maritimes et du Var |                         |                        |                        |
| 2020                               | Nairo Quintana          | Romain Bardet          | Richie Porte           |
| 2021                               | Gianluca Brambilla      | Michael Woods          | Bauke Mollema          |
| 2022                               | Nairo Quintana          | Tim Wellens            | Guillaume Martin       |
| 2023                               | Kévin Vauquelin         | Aurélien Paret-Peintre | Neilson Powless        |
| 2024                               | Benoît Cosnefroy        | Vincenzo Albanese      | Aurélien Paret-Peintre |
| 2025                               | Christian Scaroni       | Santiago Buitrago      | Lenny Martinez         |

## Palmarés por países
| País          | Vitórias |
| ------------- | -------- |
| França        | 28       |
| Itália        | 8        |
| Bélgica       | 5        |
| Países Baixos | 5        |
| Colômbia      | 2        |
| Irlanda       | 1        |
| Alemanha      | 1        |
| França        | 1        |
| Suíça         | 1        |
| Reino Unido   | 1        |
| Luxemburgo    | 1        |